# Radonice (Dolní Bukovsko)
Radonice jsou vesnice, část městyse Dolní Bukovsko v okrese České Budějovice v Jihočeském kraji. Nachází se asi 3,8 kilometru jihozápadně od Dolního Bukovska. Je zde evidováno 49 adres. V roce 2011 zde trvale žilo 102 obyvatel.
Přes ves vede cyklistická trasa 12.

## Historie
První písemná zmínka o vesnici pochází z roku 1541 kdy je uváděna jako součást třeboňského panství. V letech 1471–1486 je připomínán rožmberský hejtman Čáp z Radonic. Podle archeologických nálezů se předpokládá založení Radonic již ve 13. století.

## Obyvatelstvo
| Rok            | 1869 | 1880 | 1890 | 1900 | 1910 | 1921 | 1930 | 1950 | 1961 | 1970 | 1980 | 1991 | 2001 | 2011 | 2021 |
| -------------- | ---- | ---- | ---- | ---- | ---- | ---- | ---- | ---- | ---- | ---- | ---- | ---- | ---- | ---- | ---- |
| Počet obyvatel | 197  | 192  | 155  | 157  | 176  | 179  | 176  | 172  | 154  | 141  | 124  | 103  | 88   | 102  | 96   |
| Počet domů     | 25   | 27   | 26   | 27   | 31   | 31   | 35   | 38   | 37   | 35   | 34   | 37   | 42   | 45   | 47   |

## Obecní správa
Při sčítání lidu v letech 1850–1868 Radonice byly osadou obce Drahotěšice v okrese Třeboň. V letech 1868–1964 byly samostatnou obcí, se kterým patřily nejprve do okresu Třeboň, ale v roce 1950 v okrese Týn nad Vltavou a od roku 1960 v okrese České Budějovice. V letech 1964–1975 byly znovu částí obce Drahotěšice v okrese České Budějovice. Od 1. července 1975 jsou částí městyse Dolní Bukovsko v okrese České Budějovice. Poté se Drahotěšice opět osamostatnily, ale Radonice již zůstaly součástí Dolního Bukovska.

## Pamětihodnosti
- Mohylník
- Tvrz

V obci v zemědělské usedlosti čp. 31 se nachází soukromá přírodní zahrada.

## Galerie

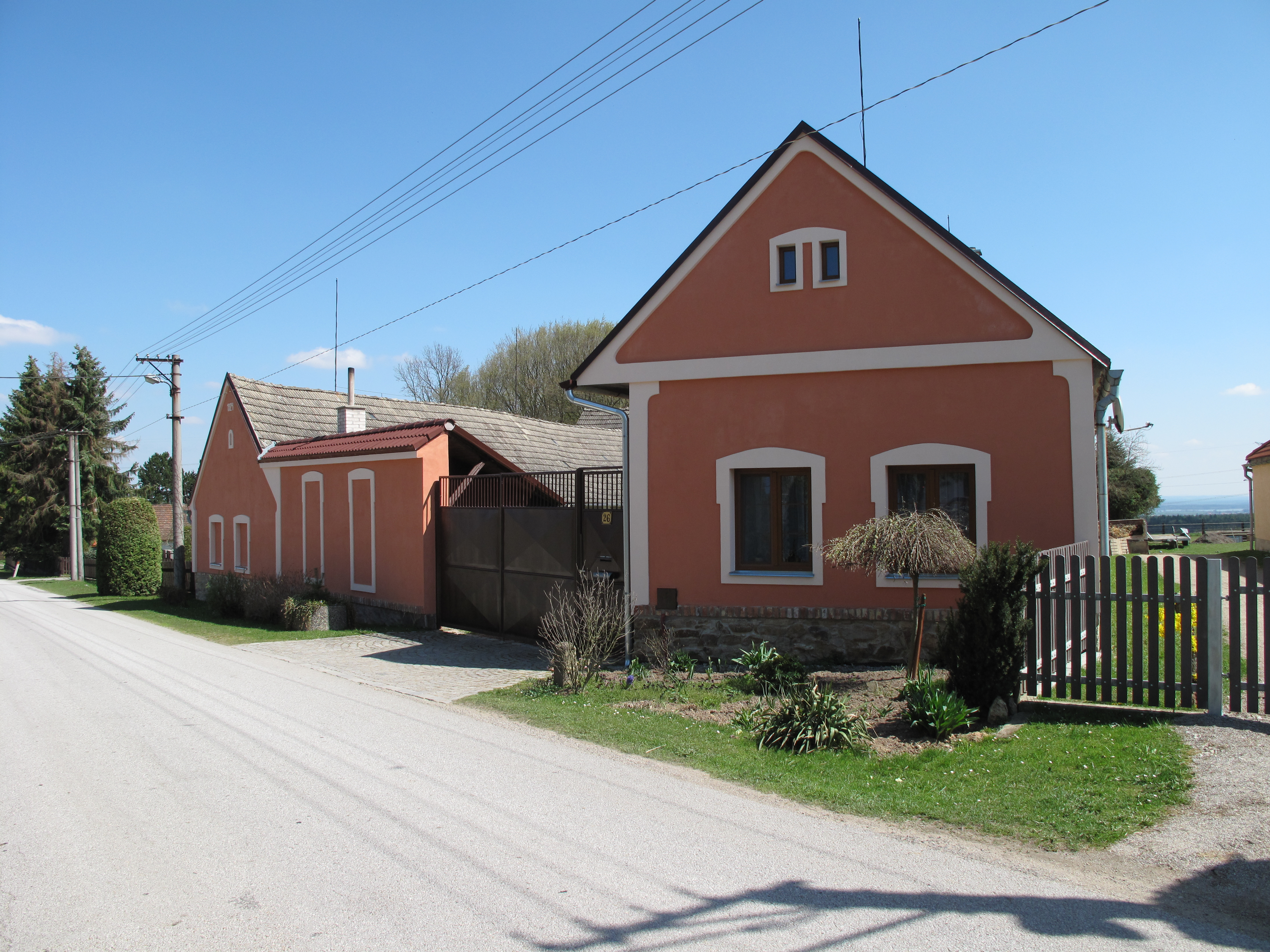
Statek
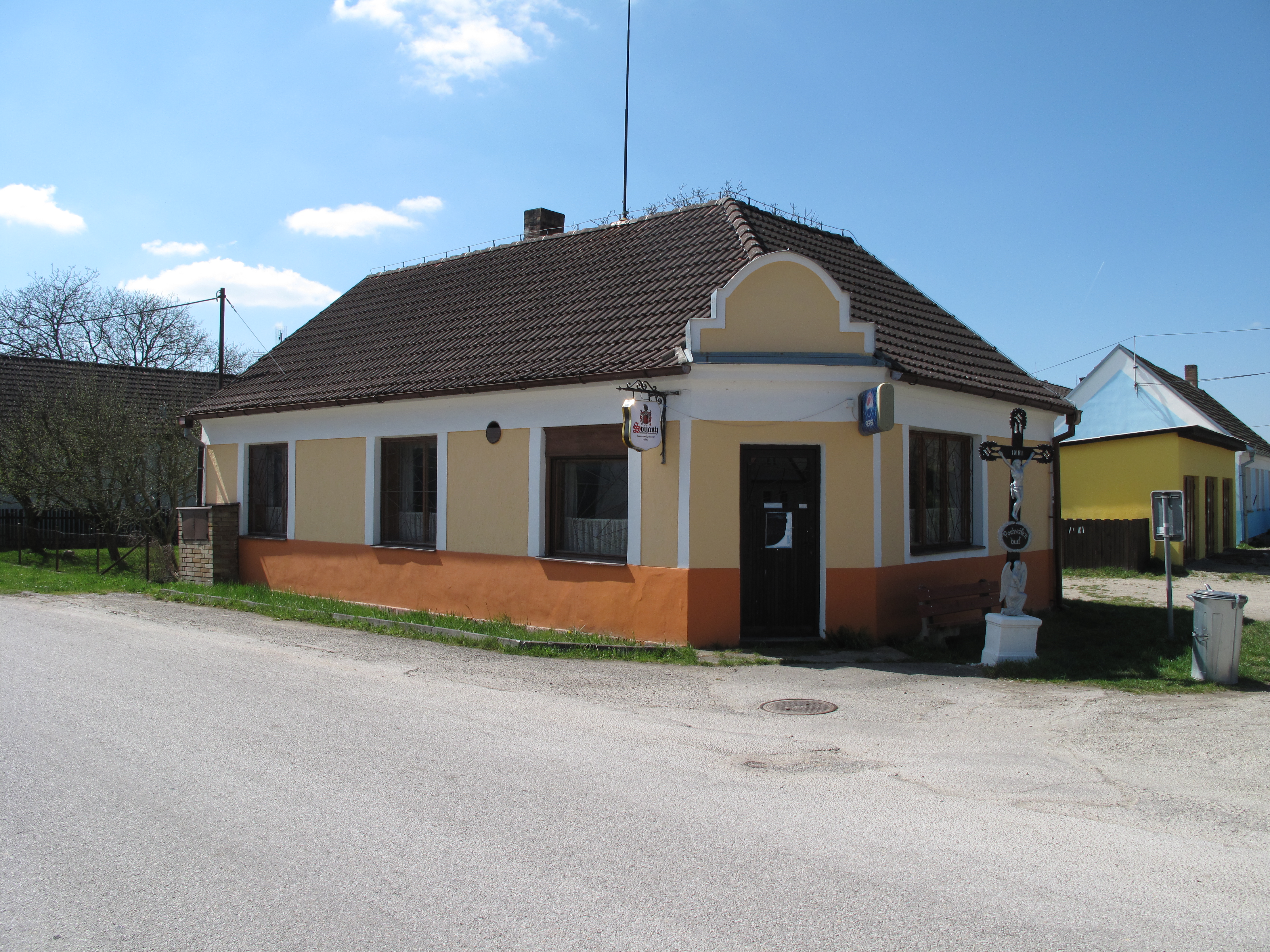
Hospoda
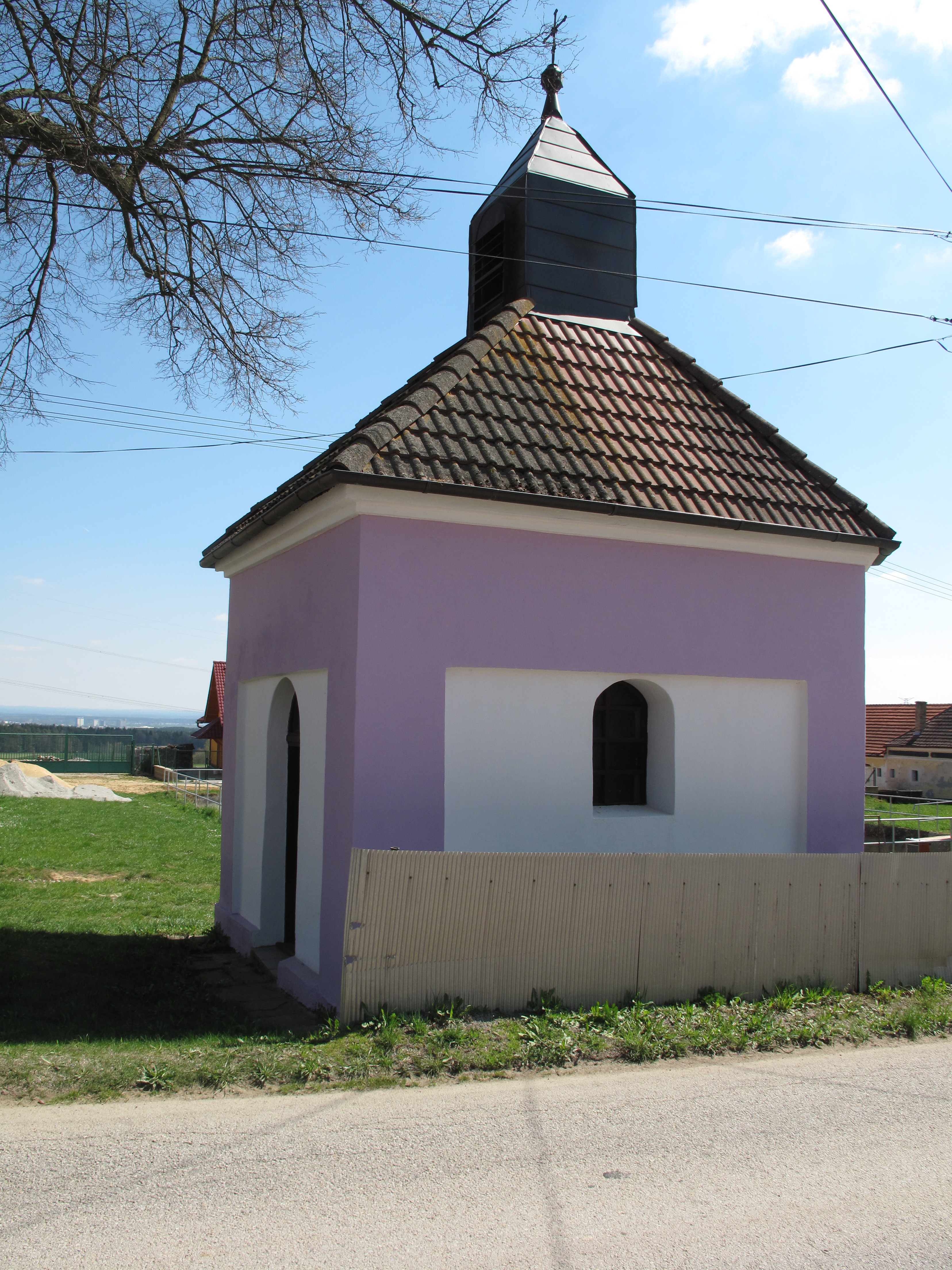
Kaplička
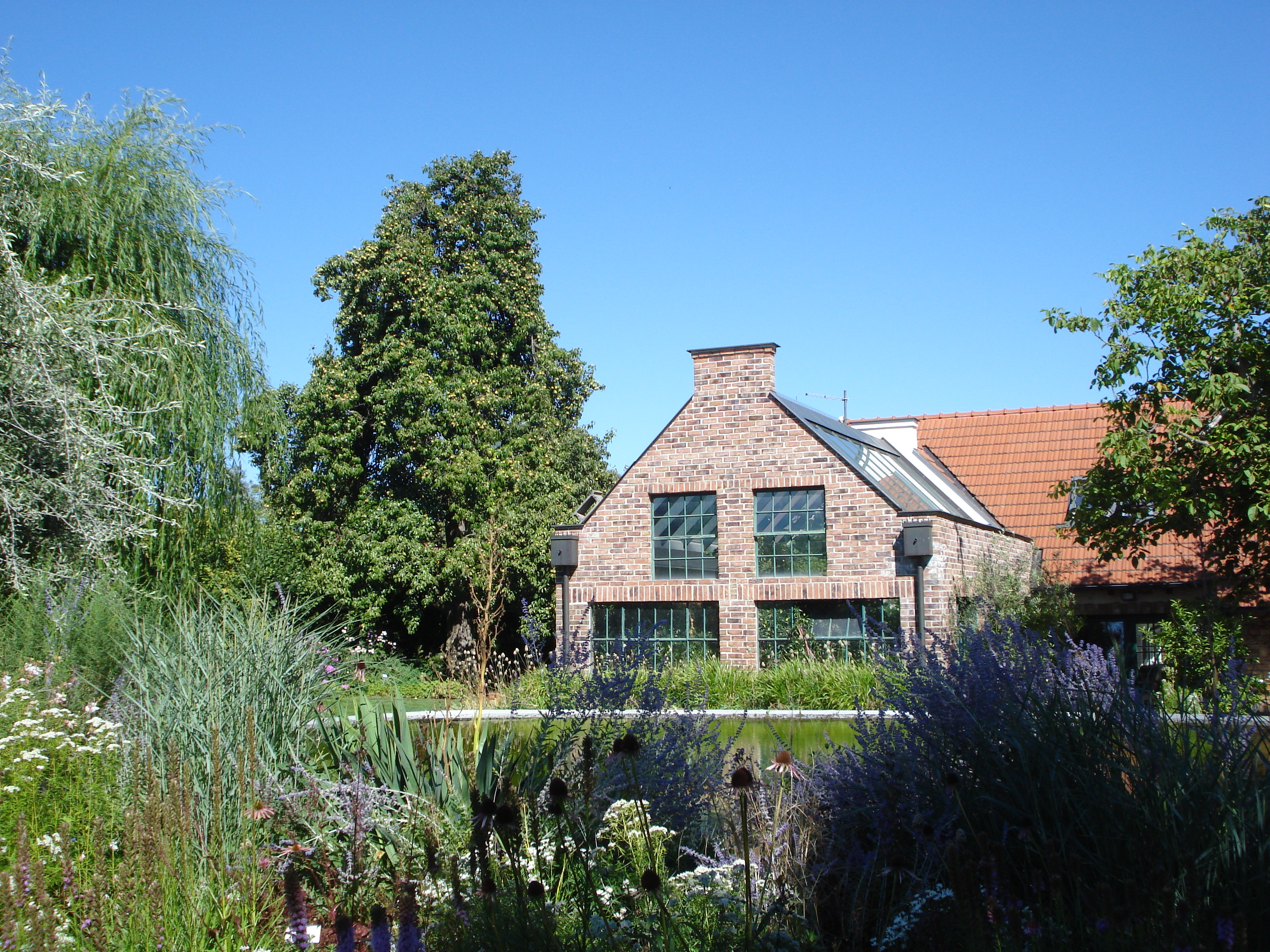
Ukázková zahrada